# 于斯特岛
于斯特岛（德語：Juist，發音：[ˈjyːst] ⓘ）是德国东弗里西亚群岛中最长的岛屿，位于博尔库姆岛（西）和诺德奈岛（东）之间，面积16.41平方千米，长约17千米，宽500米至1千米不等，人口1,158。该岛由德国下萨克森州奥里希县的同名市镇管辖。